# Dodecalana yagerae
Dodecalana yagerae is een pissebed uit de familie Cirolanidae. De wetenschappelijke naam van de soort is voor het eerst geldig gepubliceerd in 1994 door Carpenter.